# 治安警備隊 (スペイン)

治安警備隊の紋章

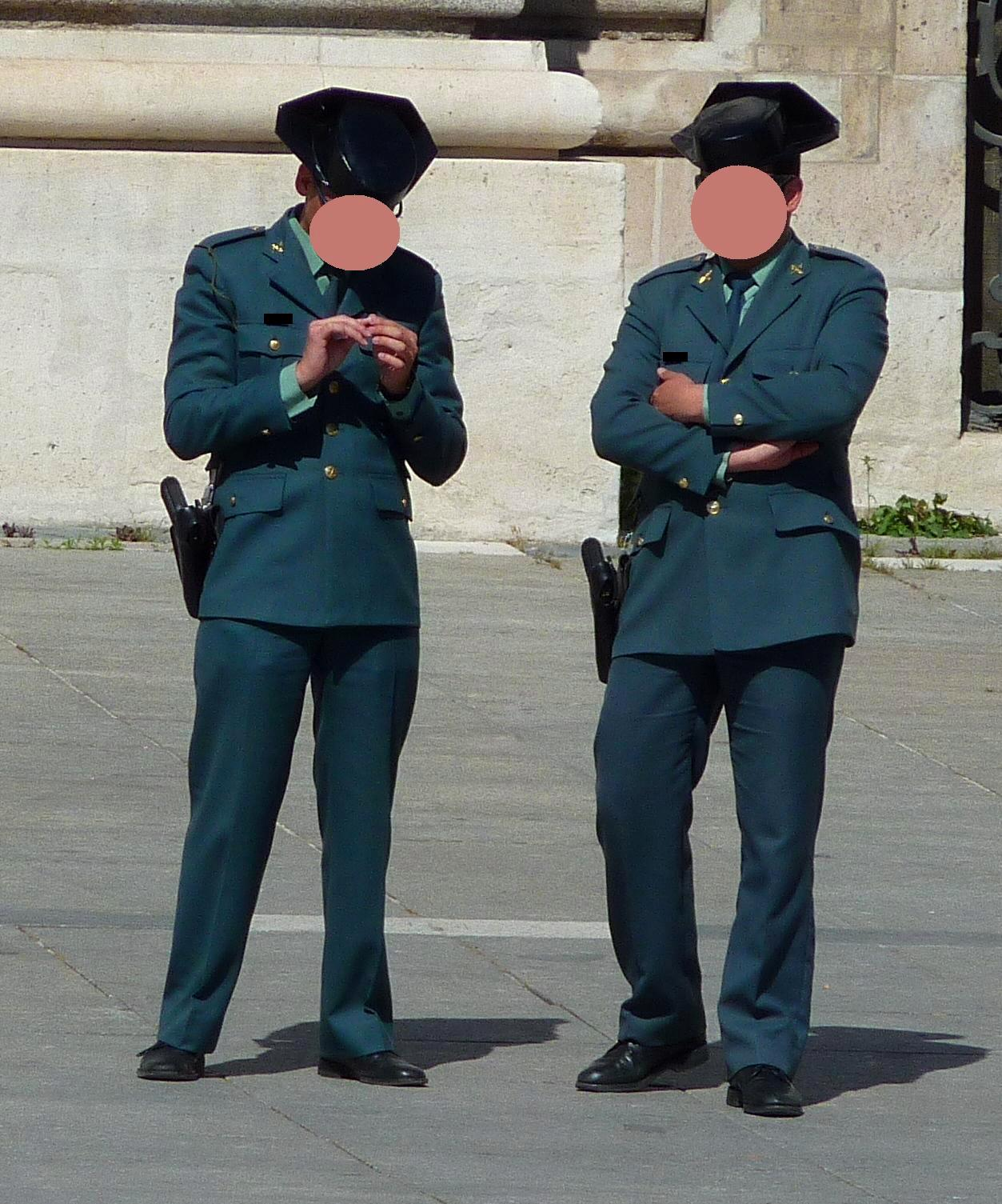
三角帽子を被った治安警備隊の隊員

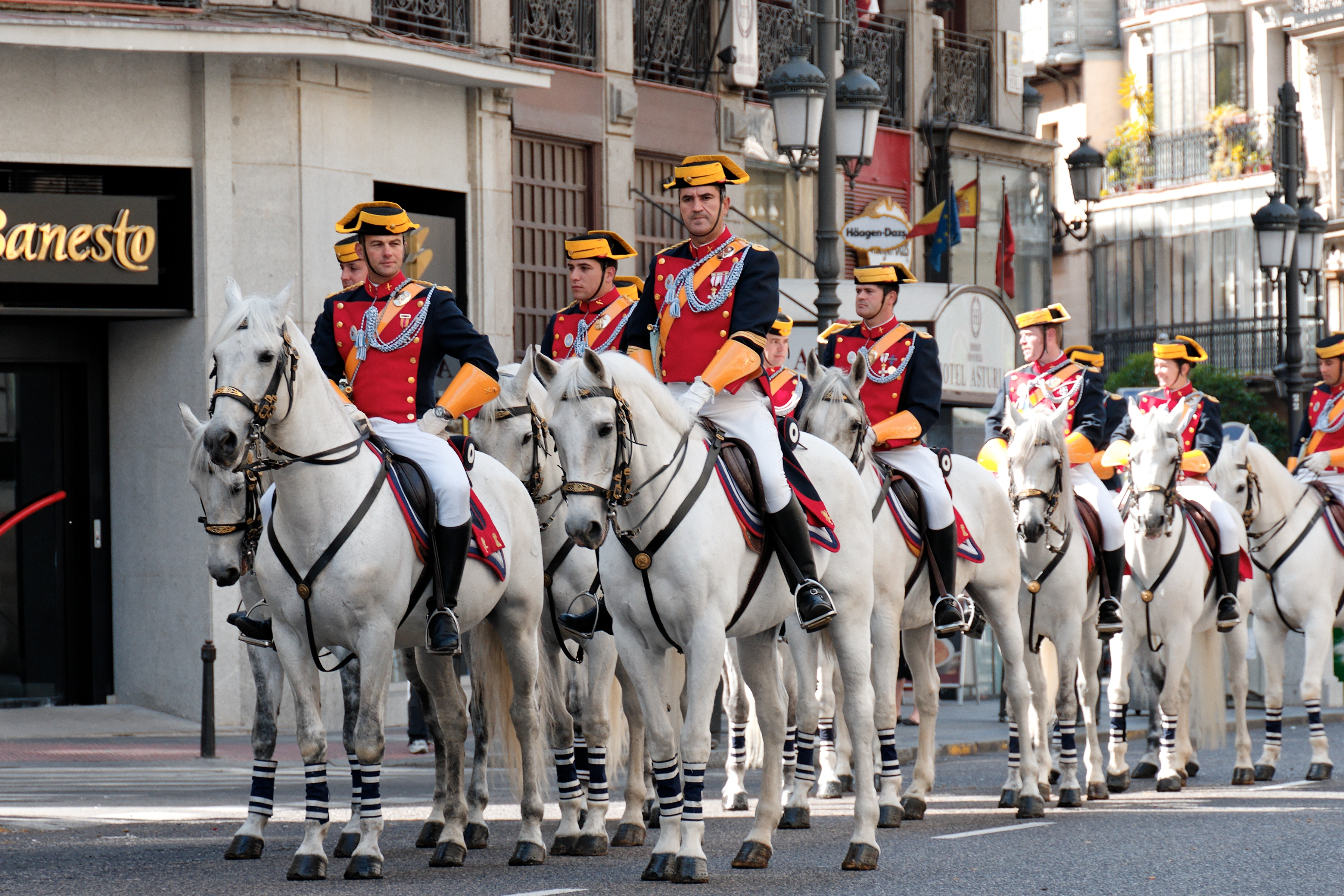
パレードに参加する治安警備隊騎馬隊

治安警備隊（スペイン語: Guardia Civil）は、スペインの武装軍警察である。治安機関組織法が規定する職務遂行については内務省、国防省ないし政府が指定する軍事的任務の遂行に関しては国防省に従属する。

## 歴史
治安警備隊は1844年にバスク地方ナバラの貴族フランシスコ・ハビエル・ジロン（es:Francisco Javier Girón）によって創設された。最初の治安警備隊の士官学校は1855年にマドリード南郊外のバルデモーロで創設された。教育訓練を経たあと、規律正しい隊員たちの最初の任務は、農村地帯での治安回復活動であった。第一次カルリスタ戦争以後、長く続いた内戦により国土は荒廃したままであったのである。そのため、政府は農村地帯で増加している強盗を鎮圧するため治安警備隊を投入した。
この一連の作戦によって、治安警備隊の部隊編成はナポレオン式軽歩兵師団を採用するにいたり、状況の如何にかかわりなく部隊を展開できた。これにより、広域に農村地帯を巡察することができる高い機動力を持った警察組織となる。やがて沿岸・海岸部や国境地帯、主要な街道筋および鉄道の監視警備も行うようになった。

## 主たる任務
- ハイウェイパトロール、交通取り締まり
- 麻薬対策
- 密輸対策
- 税関や港における入国管理
- 刑務所警備と囚人の管理
- 武器の所持許可とその管理
- 国境警備
- 爆発物処理
- 農村地帯および人口10,000人未満の都市における治安維持活動
- 対テロリズム
- 沿岸警備隊
- 国外大使館の警備
- 情報活動などを実行する公安警察部門
- サイバーおよびインターネット犯罪対策
- 狩猟許認可と環境法の執行

近年では、2017年9月末から12月末にかけてカタルーニャ州に於けるカタルーニャ独立住民投票や独立運動を阻止するために、治安維持活動としてスペイン国家警察(Cuerpo Nacional de Policía,CNP)および陸軍・海軍と共にカタルーニャ州へ派遣された。その際、自治州警察であるモスズ・ダスクアドラと衝突を起こした。10月1日の投票日には投票を阻止するために非武装無抵抗の独立主義者に対し特殊警棒での殴打やゴム弾の発砲を行った疑惑が持たれており、国内外から批判を受けているが、時のスペイン首相であるラホイ首相およびスペイン内務大臣は暴行問題について否定した。

## 国際平和維持活動
治安警備隊はスペイン国内の治安維持活動のみならず、国外の紛争地に派遣されて平和維持活動にも従事する。
近年の派遣先はボスニア・ヘルツェゴビナ、アンゴラ、コンゴ、ニカラグア、ハイチ、東ティモール、エルサルバドルなどであり、これら地域における平和維持活動を支援してきた。イラク戦争においては主に情報収集活動に従事し、同じく派遣されたスペイン正規軍にも彼らの成果が提供された。この任務中に隊員7人が殉職した。
スペインの治安警備隊は、コスタリカにある姉妹組織とも訓練などを通じて友好関係にある。

## 特徴
通常、隊員達は一組となって巡邏する。伝統的制帽としてtricornioという特徴的な三角帽子があるものの、使用状況としてはパレードなど式典に限られている。通常は略帽やベレー帽、あるいはgorra teresianaと呼ばれる一般的なツバ付き官帽を着用して勤務に就く。
隊員の中には出先機関である要塞などに家族とともに営内居住することがある。軍人の身分たる独身隊員の営内居住こそ一般的であるが、家族までもが営内に同居を求められることはヨーロッパの警察・軍事組織でも珍しい。

## 組織
2007年現在現役兵約73,360人が所属。
- 水中活動特別グループ（GEAS、Grupo Especial Actividades Subacuáticas） - ダイバー
- 地方保安群（GRS、Grupo Rural de Seguridad） - 対暴動機動隊
- 海洋部（Guardia Civil del Mar） -　沿岸監視と港湾の保安活動（760名所属）
- 自然保護部（SEPRONA、Servicio de Protección de la Naturaleza） - 自然環境保護活動
- 航空部（Servicio Aéreo） - ヘリコプターに対する航空管制
- 警察犬部隊（Servicio Cinecológico Unit K-9） - 麻薬および爆発物対策
- 山岳部（Servicio de Montaña） - 山岳救助
- 情報監視部（SIGC、Servicio de Informacion de la Guardia Civil） - 対テロリズム情報活動
- 爆発物処理部門（TEDAX、Técnicos Especialistas en Desactivación de Artefactos Explosivos） - 爆発物対策部隊（EOD）
- 交通部（Tráfico） - 高速道路などの管制
- 地方行動部隊（UAR、Unidad de Acción rural） - 准特殊部隊
- 中央作戦部隊（UCO、Unidad Central Operativa） - 治安警備隊の中央部隊、一般警察では対処できない重大事件を担当
- 特別介入部隊（UEI、Unidad Especial de Intervención） - 特殊部隊
- 武装騎馬警察隊（PMA、Policia Montada Armado） - 武装騎馬警察
- 私服部門（UVP、Unidad Vestidos de Paisano） - 私服保安活動部門

### 大分類の部隊単位
- 9個地方管区
- 19個連隊（テルシオと呼称）
  - 56個大隊
- 6個地方群
- 6個グループ

### 装備
- BO-105ATH汎用ヘリコプター × 26機
- BK-117汎用ヘリコプター × 8機
- ユーロコプター EC135P2汎用ヘリコプター × 1機
- 巡視船艇　× 32隻

## 入隊条件
- 標準または現地スペイン語の話者
- 年齢は18歳から29歳まで